# فهرست آثار عطار نیشابوری
فهرست آثار عطار نیشابوری تمام آثار عطّار نیشابوری از جمله مثنوی‌ها، منثور و منسوب به او را شامل می‌شود. در طول تاریخ آثار بسیاری به عطار نسبت داده شده‌اند و از آن گذشته پیش و پس از وی عدهٔ زیادی بوده‌اند که عطار تخلص می‌کرده‌اند؛ به گونه‌ای که عده‌ای آثار او را به تعداد سوره‌های قرآن یعنی ۱۱۴ کتاب پنداشته‌اند اما آثار مسلم عطار طبق پژوهش‌های محمدرضا شفیعی کدکنی و عبدالحسین زرین‌کوب بدین گونه است:

## فهرست
بنا به باور این دو پژوهشگر و بسیاری از دیگر پژوهشگران کتاب هایِ بی‌سرنامه، خسرونامه، بلبل‌نامه، پسرنامه، حیدری‌نامه، پندنامه، جوهر الذات، حلاج نامه، سیاه‌نامه، اشترنامه، لسان‌الغیب، مظهرُ الذات، معراج‌نامه، مفتاح الفتوح، نزهت‌نامه، وصلت‌نامه و هیلاج‌نامه به غلط به عطار منسوب شده‌اند. خسرونامه خود مربوط به شاعری بوده که مدت‌ها بعد عطار می‌زیسته و به شدت تحت تأثیر ابن‌عربی بوده‌است. بنا به باور شفیعی کدکنی بسیاری از این آثار «محصول روزگار انحطاط عرفان» و «یاوه‌گویی درویش‌های بیکار» ی است که طبع نظم داشته‌اند و از آنجایی که می‌خواسته‌اند آثارشان باقی بماند نام عطار را بر آن نهاده‌اند و این آثار به اشتباه هم در آثار ایران‌شناسانی چون یان ریپکا و هم برخی نویسندگان شرقی و ایرانی، آثار و افکار عطار پنداشته شده‌اند.
| مصیبت‌نامه که اندوه جهان است  |  | الهی‌نامه که اسرار عیان است    |
| به‌داروخانه کردم هر دو آغاز   |  | چه گویم زود رستم زین و آن باز |
| مصیبت‌نامه زاد رهروان است     |  | الهی‌نامه گنج خسروان است       |
| جهان معرفت اسرارنامه است     |  | بهشت اهل دل مختارنامه است     |
| مقامات طیور امّا چنان است     |  | که مرغ عشق را معراج جان است   |
| چو خسرونامه را طرزی عجیب است |  | ز طرز او که مه را نصیب است    |

### مثنوی‌ها
- دیوان اشعار

مجموعه قصاید و غزلیات عطار که بیشتر آن‌ها عرفانی و دارای مضمون‌های بلند صوفیانه است.
- اسرارنامه: اسرارنامه یکی از مثنوی‌های مسلم‌السند فریدالدین عطار نیشابوری و احتمالاً از جمله نخستین آثار او بوده‌است.

این اثر مشتمل است بر ۳۳۰۵ بیت در ۲۲ مقاله. سه مقاله نخستین آن به ترتیب دربارهٔ توحید و نعت رسول اکرم و فضائل خلفای راشدین است. از مقاله چهارم به بعد دربارهٔ موضوعات گوناگون تصوف است. مقاله پنجم دربارهٔ اهمیت عشق و برتری آن از خرد با ابیات معروف ذیل آغاز می‌شود:
دلا یک دم رها کن آب و گل را صلای عشق در ده اهل دل را
ز نور عشق شمع جان برافروز زبور عشق از جانان درآموز.
- الهی‌نامه: این کتاب که عطار خود در اواخر عمرش در مختارنامه (و شعر زیر) با نام خسرونامه به آن اشاره می‌کند سرشار از داستان‌های دلکش کوتاه و بلند است که همگی در بین یک داستان اصلی فوق‌العاده گنجانده شده‌اند. این کتاب مانند کتب دیگر با ستایش خداوند و محمد بن عبدالله و خیلفه‌های چهارگانه آغاز می‌شود و سپس در هشت بیت روح انسان را مورد خطاب قرار می‌دهد و برای او شش فرزند: نفس، شیطان، عقل، فقر، علم و توحید ذکر می‌کند.
- منطق الطیر: مقامات الطیور که با نام منطق الطیر خوانده می‌شود شرح سفر مرغان است به درگاه سیمرغ. داستان شیخ صنعان طولانی‌ترین داستان این کتاب است و حدود ۴۰۸ بیت دارد و سرگذشت و عشق و دلدادگی پیری زاهد به نام صنعان به دختری ترسا را بیان می‌نماید.[۴]
- مصیبت‌نامه: در بیان مصیبت‌ها و گرفتاری‌های روحانی سالک و مشتمل است بر حکایات جذاب و خواندنی. این اثر پس از منطق‌الطیر مهم‌ترین منظومهٔ اوست.
- مختارنامه:مجموعه رباعیات دارای پنجاه باب در موضوعات مختلف
- اشترنامه
- بیان ارشاد
- جواهرنامه
- جوهرالذات
- حیدرنامه
- خسرونامه
- دیوان قصاید و غزلیات
- سی‌فصل
- شرح‌القلب
- گل و هرمز
- لسان‌الغیب
- مظهرالعجایب
- نزهت‌الاحباب
- هیلاج‌نامه
- وصلت‌نامه
- ولدنامه

### منثور
- اخوان‌الصفا
- تذکرةالاولیا:شرح حال و سرگذشت مربوط به نود وهفت تن از اولیاء و مشایخ تصوف.

### منسوب به عطار
- بی‌سرنامه
- بلبل‌نامه
- پندنامه